# Adalgisel
Adalgisel o Adalgis (en baix llatí Adalgyselus ducis) fou un duc franc i majordom de palau d'Austràsia del 634 al 639.

## Biografia
Fou nomenat majordom del Palau entre desembre 633 i gener 634 al mateix temps que Sigebert III era anomenat rei d'Austràsia. Amb l'ajuda de Cunibert, bisbe de Colònia, es va comportar com a regent del jove rei. Adalgisel, Cunibert, i Sigebert havien estat designats per Dagobert. Apareix igualment el 634 com a testimoni en el testament d'Adalgisel Grimo, diaca a Verdun, que era probablement el seu oncle. Aquesta filiació el faria un cosí relativament proper dels primers arnulfians i pipínides.
A la mort de Dagobert I, el 639, Sigebert III va designar a Pipí de Landen com a majordom de palau, i després de la mort d'aquest darrer el 640, a Otó, el seu preceptor. Vers el 643 Radulf, duc del regne de Turíngia designat per Dagobert el 633, es va revoltar. Adalgisel i Grimoald conduïren l'exèrcit contra l'insubmís, però les seves tropes foren batudes i es van veure obligats a concentrar els efectius per protegir la vida del jove rei. Més tard, Sigebert va fer matar Otó per col·locar a Grimoald com a majordom de palau, però s'ignora la sort d'Adalgisel.
Segons la crònica de Fredegari, hauria mort en batalla contra Radulf. Però un Adalgisel és citat en diversos actes posteriors, el 644 en una donació del rei Sigebert i en una altra donació del mateix rei a favor de les Abadies de Stavelot i de Malmédy, però és difícil dir si es tracta del mateix o d'un homònim.
Va tenir probablement per fills a Bodogisel (o Bobo), que va acompanyar al seu pare a l'expedició contra Radulf, i després és citat com nobilissime vir el 693 i el 702; i a Ragenfrid, domèstic el 694.